# 1 E14 m
Pour aider à comparer les ordres de grandeur des différentes longueurs, voici une liste de longueurs de l'ordre de 1014 m, 100 milliards de kilomètres :
- 1,0×1014 m : distance entre la Terre et l'héliopause
- 1,4×1014 m : aphélie de 90377 Sedna
- 1,8×1014 m : une semaine-lumière, distance parcourue par la lumière en une semaine
- 7,8×1014 m : un mois-lumière, distance parcourue par la lumière en un mois